# Ammomanopsis grayi
Ammomanopsis grayi hay sơn ca Gray là một loài chim trong họ Alaudidae.
Sơn ca Gray được tìm thấy ở Angola và Namibia. Môi trường sống tự nhiên của nó là sa mạc nóng.

## Phân loại và hệ thống học
Sơn ca Gray ban đầu được mô tả như là một loài thuộc chi Alauda. SAu đó nó được chuyển sang chi Ammomanes cho đến khi được IOC phân loại lại vào năm 2009 vào chi đơn loài Ammomanopsis. Một số tác giả vẫn coi nó như là Ammomanes grayi. Các tên gọi thông thường trong tiếng Anh của nó là Gray's lark, Gray's desert lark (sơn ca sa mạc Gray) và Gray's sand lark (sơn ca cát Gray).

### Phân loài
Hai phân loài được công nhận:
- A. g. hoeschi - (Niethammer, 1955): Tìm thấy ở tây bắc Namibia và tây nam Angola.
- A. g. grayi - (Wahlberg, 1855): Tìm thấy ở tây trung và tây nam Namibia.